# 李日煒
李日煒（？—1650年代），字乾室，潮州府澄海縣人，南明政治人物。

## 生平
李日煒是一名恩貢，獲授岳州照磨；張獻忠攻打湖南，他進行離間，多有功勞，之後改任江山知縣，撫理當地貧民，轉為衢州監紀推官。隆武帝繼位，他擔任戶部主事催延平府、建寧府借糧餉。之後在隆武二年（1645年）考取進士，任禮科給事中，再改戶科，管理汀州府、邵武府、潮州府、惠州府糧餉。永曆帝繼位，李日煒轉任吏科給事中；李成棟反正時，他和吳貞毓等人在永曆四年（1650年）聯合彈劾金堡、丁時魁、蒙正發、劉湘客等「南明五虎」。後來因為說服郝尚久反正，擢陞為刑科都給事中，在任內去世。